# Ivan Giacomo Zoppini

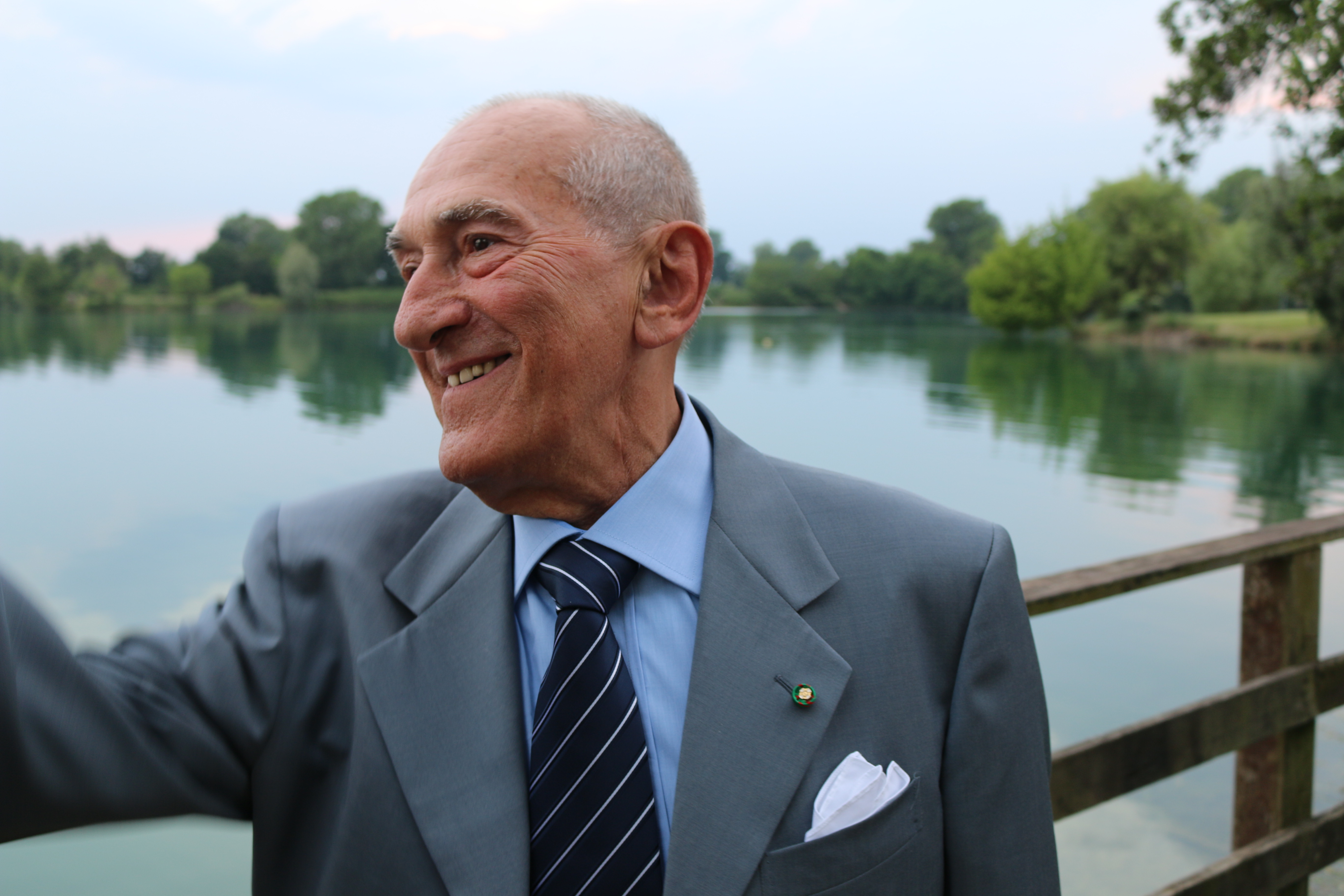
Ivan Giacomo Zoppini in occasione del suo ottantesimo compleanno.

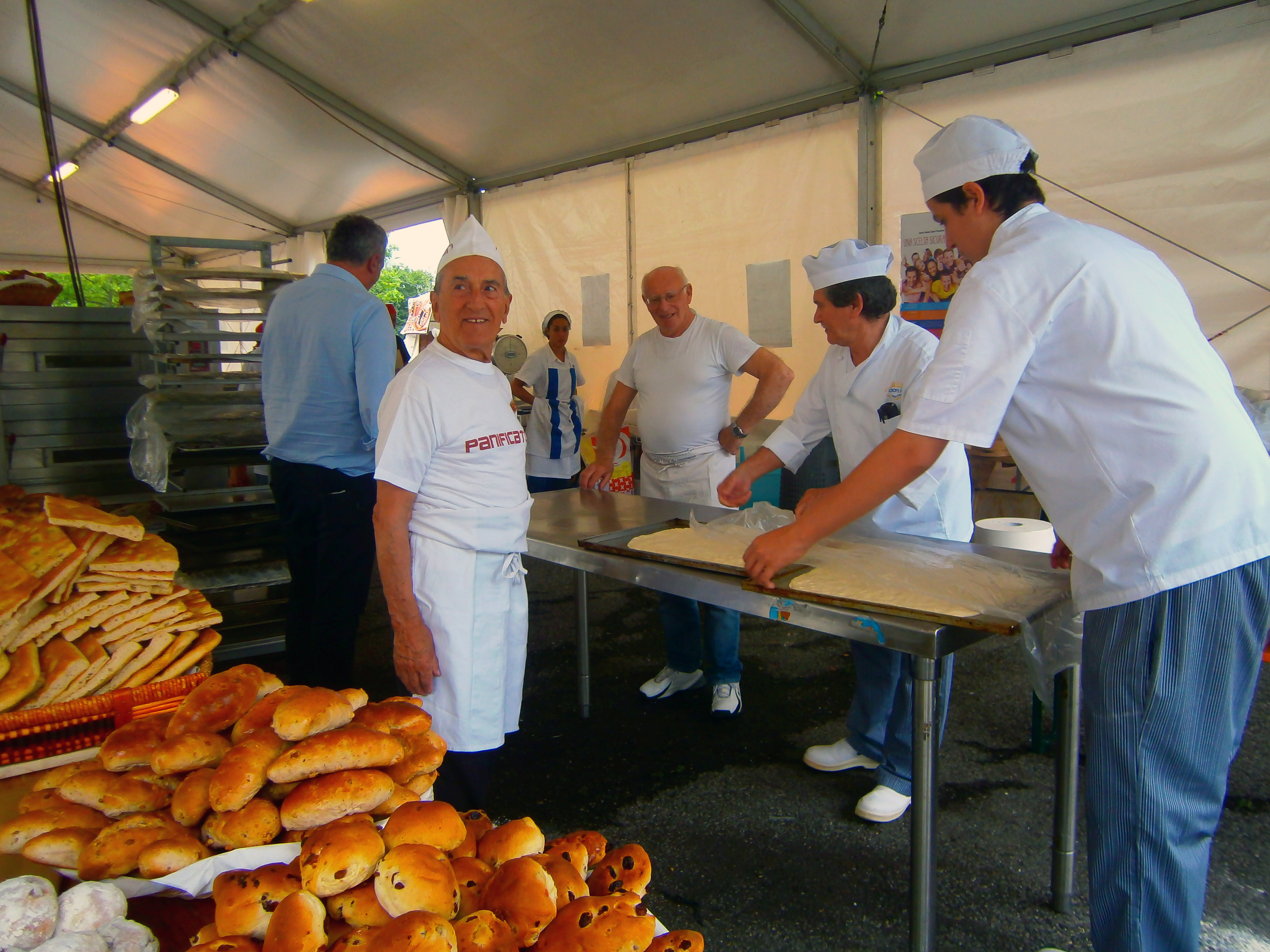
Ivan Giacomo Zoppini con i colleghi panificatori durante l'iniziativa "Un panino per l'Africa" nel 2016.

Ivan Giacomo Zoppini (Acquafredda, 28 maggio 1936 – Milano, 15 dicembre 2020) è stato un artigiano e filantropo italiano.

## Biografia
Inizia a lavorare nel campo della panificazione in giovane età. A 8 anni fa consegne a domicilio in bicicletta per il forno del paese, e a 13 anni si trasferisce a Milano come garzone del fornaio di via Muzio Scevola, in zona Bicocca. Dopo anni di sacrifici, si mette in proprio aprendo un panificio in via Renato Serra. Il successo professionale arriva grazie al forno all'angolo tra via Ruggero di Lauria e piazzale Damiano Chiesa a Milano, che diventa punto di riferimento del quartiere e dell'intera città.
Tra i suoi clienti si annoverano numerosi personaggi famosi, tra i quali Mike Bongiorno, Pippo Baudo, Mina, il capitano dell'Inter Giacinto Facchetti.
Per anni ricopre importanti cariche direttive nell'ambito dell'Associazione Panificatori di Milano. È consigliere dell'associazione fino al 2010 e proboviro dal 2010 al 2018.
Parallelamente all'attività imprenditoriale, si dedica a numerose attività filantropiche. Porta l'arte della panificazione nel carcere di Opera, dove insegna il mestiere ai detenuti e apre uno dei primi laboratori convenzionati con mense e istituzioni cittadine. In tempi più recenti, anima l'iniziativa solidale "Pane in Piazza" con i Missionari Cappuccini, le attività filantropiche per l'Ospedale dei Bambini Vittore Buzzi di Milano e i laboratori dell'Opera San Francesco per i bambini al MUBA.
Morì nel 2020 a causa delle complicanze da COVID-19. Riposa presso il Cimitero Monumentale di Milano.